# Stanisław Buczyński
Stanisław Buczyński (ur. 23 lipca 1912 w Ulatowie-Borzuchach, powiat przasnyski, zm. 23 lutego 1982 w Kotorowie) – poeta, działacz ruchu ludowego.

## Życiorys
Pochodził z rodziny chłopskiej. Uczył się na kursach maturalnych. Po powrocie ojca z emigracji zarobkowej mieszkał w Jankowicach k. Grudziądza. Od ok. 1929 działał w ruchu ludowym i współpracował z prasą ludową. Był członkiem SL, za organizowanie strajków ludowych dwukrotnie więziony (osadzony w Berezie). Po wybuchu wojny musiał się ukrywać i wówczas - trafił do Kotorowa (gmina Werbkowice). Po wyzwoleniu mieszkał w Hrubieszowie, a następnie w 1968 przeniósł się do Kotorowa. 
Jego twórczość literacka obejmuje ponad 1000 utworów publikowanych w prasie, w zbiorach poezji oraz w kilku almanachach i antologiach poezji ludowej. Za życia autora ukazały się tomiki: „Maki” (1963), „Dzień walki” (1968) i „Wszystko, co we mnie, jest z pola” (1981). Już po śmierci Buczyńskiego wydane zostały zbiorki „Z moich dni” (1987) i „Ptasia orkiestra”. Edytorskim zwieńczeniem twórczości poety jest dwutomowy zbiór liryków, wspomnień i listów „Na drodze dróg” (1993). Poeta otrzymał nagrodę im. J. Pocka (1974). 
Pochowany na cmentarzu w Hostynnem (gm. Werbkowice). Od 1987 w dwuletnich cyklach Zamojski Dom Kultury oraz Stowarzyszenie Twórców Ludowych Oddział w Zamościu organizują Konkurs Poetycki im. Stanisława Buczyńskiego. W 2007 odbyła się jego XI edycja.